# Louis Ier d'Acigné
Louis d'Acigné, mort le 2 février 1542 au château de Fontenai, est un prélat breton du XVIe siècle. Il est fils de Guillaume, seigneur de  La Villemario en Saint-Quay-Portrieux, et de Françoise Péan, et un petit-neveu d'Amauri, évêque de Nantes.

## Biographie
Louis d'Acigné  est chanoine de Nantes, abbé commendataire du Relec, doyen de Notre-Dame de Lamballe et prieur commendataire de l'abbaye Saint-Magloire de Léhon et de Combourg. Il est fait évêque de Nantes en 1532.